# Enric Claudi Girbal i Nadal
Enric Claudi Girbal i Nadal (Girona, 16 de novembre de 1839 – Girona, 22 de gener de 1896) fou un historiador, arxiver, periodista i escriptor català. Al seu voltant es van generar a Girona infinitat de projectes culturals impregnats de l'esperit de la Renaixença. Com a historiador fou conservador del Museu d'Antiguitats de Girona i cronista de la ciutat. Publicà nombroses obres de temàtica històrica i també escrigué poesia sota el pseudònim de “Lo Trobador de l'Onyar”. També director de diversos periòdics locals de Girona. Dos dels seus fills, Eduard i Ferran, també foren escriptors.

## Biografia
Enric-Claudi Girbal i Nadal va néixer a Girona el 16 de novembre de 1839. Es formà al Seminari de Girona on rebé una formació de lletres (tres anys de retòrica i tres anys de llatí). Va ser funcionari de la Diputació Provincial i tenia al seu càrrec l'Arxiu de la Corporació. Com a historiador es dedicà a la història de Girona, amb articles en diferents revistes que fundà ell mateix, com ara “El Eco de Gerona” (1864), La Crónica de Gerona (1864) i especialment a la Revista de Gerona (Literatura-Ciencia-Artes), de la qual, a més de ser un dels fundadors (1876), en constituí l'ànima i el col·laborador principal. També fundà altres revistes gironines com “La Espingarda” (1961) i “El Orfeonista (1864).
Fou arxiver i conservador del Museu d'Antiguitats de Girona, nomenat per la Real Academia de la Historia, i també president de la comissió organitzadora de l'Associació Literària (1871) i de l'Asociación para el Fomento de las Bellas Artes, totes dues de Girona. Com a conservador del Museu Provincial va impedir que el fons bibliogràfic de la Catedral de Girona fos traslladat a la Biblioteca Nacional de Madrid. També aconseguir evitar que una línia fèrria travessés en diagonal del parc de la Devesa de Girona. Obtingué el títol de cronista oficial de la ciutat de Girona, i fou també membre, entre altres institucions, de la Reial Acadèmia de Bones Lletres de Barcelona, de la Reial Societat Arqueològica Tarraconense, de l'Institut Superior Germànic de Roma i de la Comisión Provincial de Monumentos.
També exercí de poeta, moltes vegades sota el pseudònim de “Lo trobador de l'Onyar” arribant a exercir el càrrec de mantenidor dels Jocs Florals de Barcelona. Va publicar el volum “Poesies Catalanes” (1862-1867) i “Follies” (1868). Fou premiat per l'Associació Literària de Girona pels treballs “Memorias literarias de Gerona” (Girona, 1873) i “Tossa, noticias históricas, tradiciones y costumbres de esta villa y su termino” (Girona, 1883).

## Publicacions
- “Poesies Catalanes” (1862-1867)
- “Joan Blancas” (1866)
- “Guía-cicerone de la inmortal Gerona” (1866)
- “Escritores gerundenses” (1867)
- “Follies” (1868)
- “Álbum monumental de Gerona” (1876)
- “Memorias literarias de Gerona” (1873)
- “El sitio de Gerona” (1881)
- “Catálogo razonado de los cuadros del Museo Provincial de Gerona” (1882)
- “Tossa, noticias históricas, tradiciones y costumbres de esta villa y su termino” (1883)
- “El Castillo de Brunyola” (1885)
- “Estudio histórico-artístico acerca de los llamados baños árabes de Gerona” (1888)
- “Obispos de Gerona” (1889)
- “Epistolario del cardenal gerundense fray Benito de Sala y de Caramany” (1889)